# Heodes osthelderi
Heodes osthelderi är en fjärilsart som beskrevs av Hans Fruhstorfer 1909. Heodes osthelderi ingår i släktet Heodes och familjen juvelvingar. Inga underarter finns listade i Catalogue of Life.